# Julie Bächerová-Nessy
Julie Bächerová-Nessy (v matrice jako Julie Anna Nessý, 24. července 1889 Praha-Malá Strana – 1981 USA) byla česká harfenistka, pedagožka a operní pěvkyně.

## Životopis
Rodiče Julie byli Karel Nessý (1857 – 18. 4. 1891), nevidomý hudebník v Praze narozený ve Vodňanech a Anna Nessý-Repišová-Pulpánová (12. 2. 1851 – 26. 6. 1911) z Neradu dlouholetá přítelkyně Charlotty Masarykové, svatbu měli 26. 7. 1888. Z prvního matčina manželství měla nevlastní sestru Růženu Repischovou (1877) .
V rodině Masaryků se Julie seznámila s JUDr. Pavlem Bächerem (1886–1956), za kterého se 3. 11. 1914 provdala. Pavel se přátelil s Herbertem, Julie s Alicí a Annou. S manželem měla dva syny Karla Bächera (1922–2008), Pavla Bächera (1924–2017) a dceru Annu Nessy Perlberg-Bächerovou (1928–2017). Byla členkou Společnosti Slepeckého muzea v Praze.
Julie se učila zpívat v soukromé škole Maruše Langové. Studovala hru na harfu na pražské konzervatoři v letech 1908–1913 a hru na housle u Otakara Ševčíka. Vykonala státní zkoušky z houslí, klavíru a zpěvu. Jako harfenistka vystupovala koncertně s Českou filharmonii, jako profesorka konzervatoře vychovala několik žaček (ve zpěvu např. nevidomou Boženu Vokounovou-Poncovou) a jako editorka napsala několik úprav pro harfu. V koncertním a operním zpěvu se v letech 1920–1921 zdokonalila v Paříži, aby se mu pak s úspěchem věnovala.
V Praze IV bydlela s rodinou na adrese Loretánské náměstí 108. Protože se v Čechách té doby necítili bezpečně (židovský původ Pavla), odešli dne 28. 3. 1939 do USA.

## Dílo

### Koncerty
Ženský klub český pořádal na oslavu svého 25letého působení koncert dne 23. října 1928 ve Smetanově síni Obecního domu
- Vítězslav Novák: cyklus „Údolí nového království“ (u klavíru V. Štěpán)
- Ludvík van Beethoven: čtyři skotské písně (kvarteto Ševčíkovo-Lhotského: Bohuslav Lhotský, Karel Procházka, Karel Moravec, Pour)

Koncert pod protektorátem předsedkyně ČČK, dr. Alice Masarykové ve prospěch ošasovací a vyživovací akce ČČK pro nezaměstnané, Smetanova síň, 30. 10. 1931
- Jiří Händel: Arie „Piangero la sorte mia“
- W. A. Mozart: Arie z opery „Il re pastore“ s průvodem houslí a klavíru
- Giacomo Meyerbeer: Arie z opery „Severní hvězda“ s průvodem dvou fléten a klavíru
- Antonín Dvořák: Písně, op. 2 „Cikánské melodie“, op 55
- Otakar Odstrčil: „Osiřelo dítě“, balada, op. 9
- Jaroslav Křička: „Jaro pacholátko“, op. 29; tři recitativy: a) Probuzení, b) Včelka, c) Sysel a krtek

Hradčanský ústav pro výchovu slepých dětí oslavoval 125leté trvání, pořádal v dubnu 1938 koncert za účinkování koncertní pěvkyně pí. Julie Nessy-Bächerové, Pěveckého sdružení pražských učitelů a České filharmonie. Na pořadu byly jen skladby nevidomých skladatelů K. E. Macana, St. Sudy a K. Nessyho
Koncert komorní hudby XVII. a XVIII. století, v rámci výstavy Umění v Čechách XVII. a XVIII. století: Pražské baroko. Skladby Černohorského, Brixyho, Vogta, Lohelia). Účinkovali: pí. J. Nessy-Bächerová, pí. A. Pečírková, Sdružení českých madrigalistů, Sdružení Pro arte antiqua, 0 . Kredba. Černínský palác, 17. 6. 1938

### Oratorium
- Stvoření světa: osoba Eva (soprán) – Josef Hayden. Náchod: Městské divadlo, 24. 11. 1934; Hronov: Jiráskovo divadlo, 25. 11. 1934